# Табаруки
Табаруки (груз. ტაბარუკი) — село в Грузии, на территории Мцхетского муниципалитета края (мхаре) Мцхета-Мтианети.

## География
Село находится в центральной части Грузии, на восточном склоне Триалетского хребта, в верхнем течении реки Дигомисцкали, на расстоянии приблизительно 13 километров (по прямой) к юго-западу от города Мцхета, административного центра края и муниципалитета. Абсолютная высота — 985 метров над уровнем моря.

## Население
По результатам официальной переписи населения 2014 года постоянное население в Табаруки отсутствовало.
| Год  | Население, человек |
| ---- | ------------------ |
| 2002 | 0                  |
| 2014 | 0                  |